# Кислородный индекс

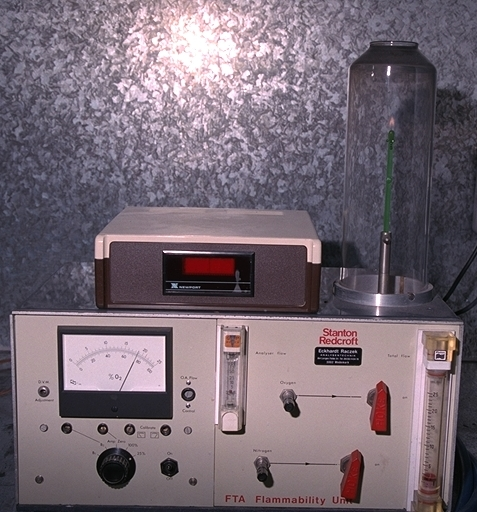
Прибор для определения КИ.

Кислородный индекс (КИ) — минимальное объёмное процентное содержание кислорода в кислородно-азотной смеси, при котором возможно горение материала в диффузионном режиме в условиях специальных испытаний. Характеризует пожароопасность полимеров, волокнистых материалов, тканей и др. горючих материалов.
Определение КИ производится с помощью специальных измерительных приборов, в которых горение испытуемого материала осуществляется в контролируемой по составу кислородно-азотной среде, обычно при атмосферном давлении и нормальной температуре. При определении кислородного индекса находится минимальная концентрация кислорода в потоке кислородно-азотной смеси, при которой наблюдается самостоятельное горение вертикально расположенного образца, зажигаемого сверху.
Концентрация кислорода в воздухе около 21 об. %, поэтому материалы, горящие в воздухе, имеют КИ ниже 21.
Полимеры, имеющие КИ < 27, считаются легкогорючими. У материалов с КИ = 20—27 горение в воздухе протекает медленно, если КИ < 20 — такие материалы в воздухе горят быстро. Полимеры считаются трудногорючими материалами и являются самозатухающими при выносе их из огня, если их КИ > 27.
Значение кислородного индекса применяется при разработке полимерных композиций пониженной горючести и контроле горючести полимерных материалов, тканей, целлюлозно-бумажных изделий и других материалов.
В строительстве кислородный индекс используется, в первую очередь, для определения допустимости применения в качестве теплоизоляционного материала. Из-за низкого КИ во многих странах запрещён в строительстве популярный в РФ пенополистирол, ввиду его высокой пожароопасности.
Одними из лучших теплоизоляционных материалов с точки зрения пожароопасности являются волокнистые полиэфирные утеплители, особенно полиэтилентерефталатные, обладающие КИ около 31.
Из полимерных композиционных материалов высокими значениями кислородного индекса обладают пластики, армированные негорючими волокнами: стеклопластики, базальтопластики. Кислородный индекс для эпоксидного стеклопластика составляет 40% и выше, для базальтопластика - выше 50%.